# Бернский карнавал

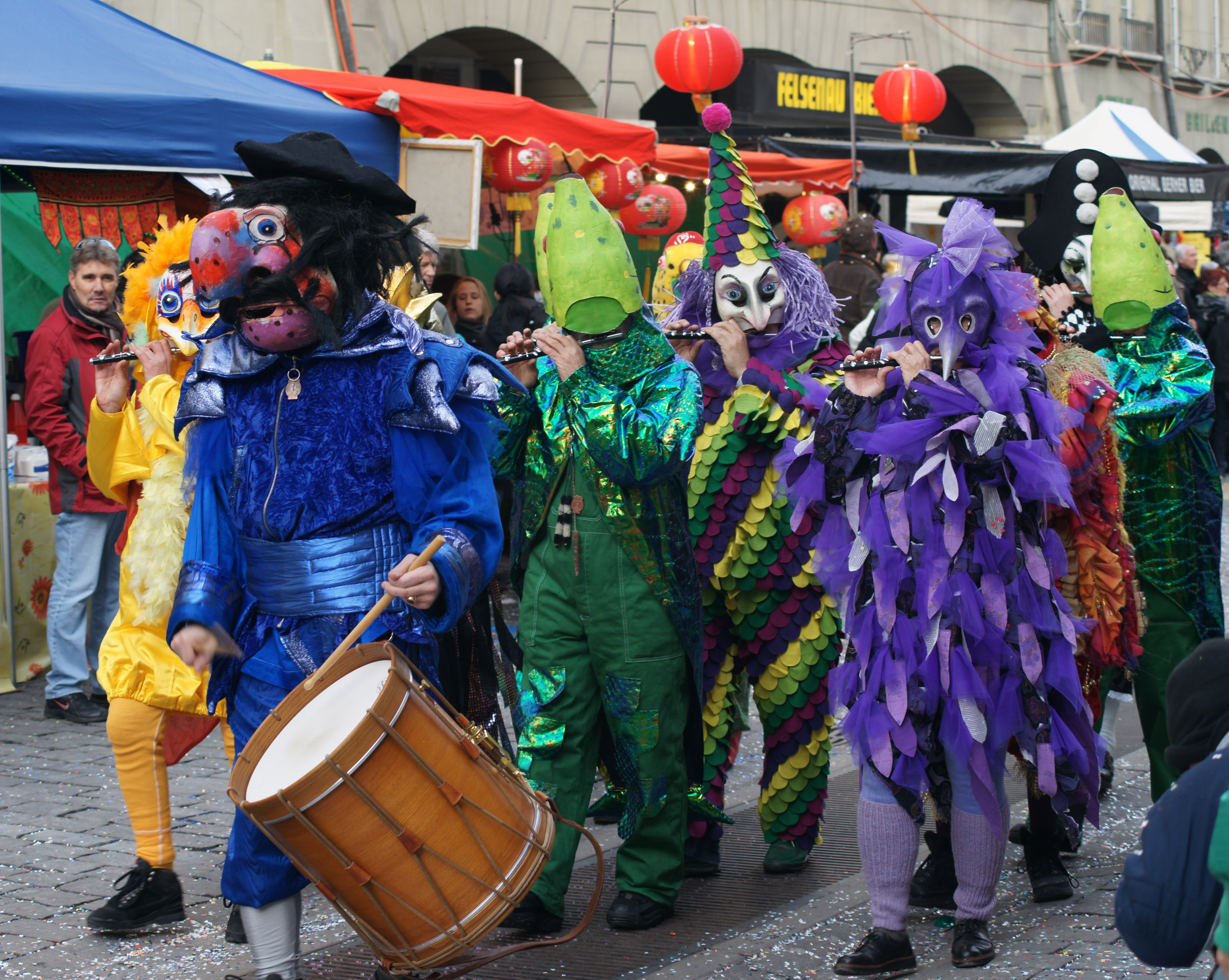
Бернский карнавал. 2010

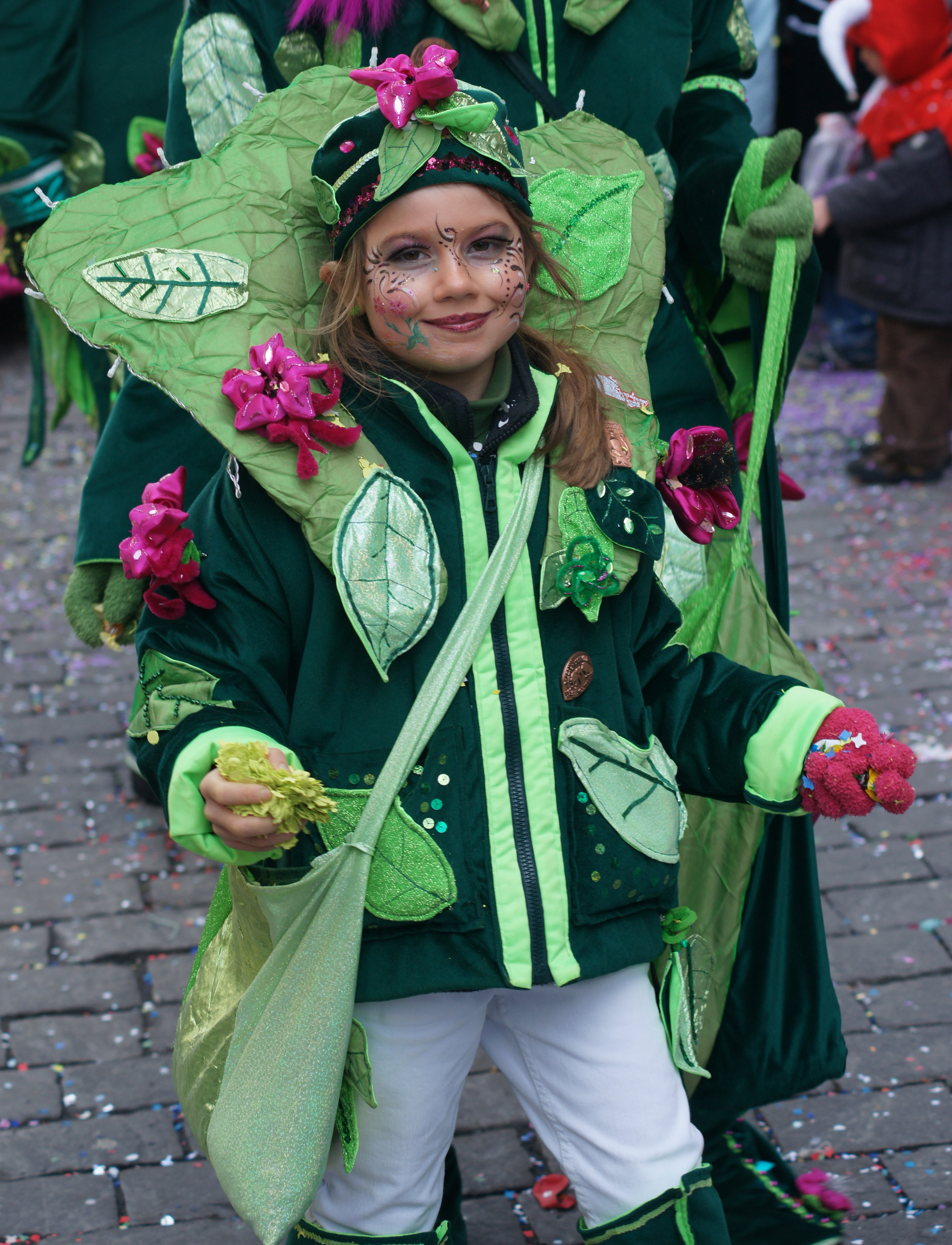
Бернский карнавал. 2010

Бернский карнавал — традиционный праздник, ежегодно проходящий в Швейцарии и посвященный проводам зимы. Карнавал начинается в четверг и проходит в течение трех дней, в феврале. Считается, что от шума карнавала просыпается от зимней спячки медведь.

## История
Первые праздники, посвященные проводам зимы, проходили в Берне еще в XV веке. Но в XVI веке они были запрещены, и в Берне карнавал не проводился в течение длительного времени. Вместо этого, жители отправились в Базель и Люцерн, чтобы насладиться карнавалами там. В 1970-х годах начала расти идея возрождения карнавала в Берне. В начале проводился только детский карнавал. В 1982 году началась эра современного карнавала. Сегодня Бернский карнавал является третьим по величине карнавалом в Швейцарии, уступая лишь карнавалам в Базеле и Люцерне.
В 2009 году карнавал в Берне посетило более 50 тысяч человек.